# Contea di Power
La contea di Power (in inglese Power County) è una contea dello Stato dell'Idaho, negli Stati Uniti. La popolazione al censimento del 2000 era di 7 538 abitanti. Il capoluogo di contea è American Falls.

## Geografia fisica
La contea si trova nel centro-sud dello Stato. Il fiume principale è lo Snake, mentre il lago più grande è l'American Falls Reservoir. La contea è attraversata da diverse catene montuose che dividono le due valli. Parte della Riserva Fort Hall dei popoli Bannock e Shoshone si trova nella contea. La contea ospita parte della foresta nazionale di Caribou-Targhee e del Monumento e riserva nazionale Craters of the Moon.

### Contee confinanti
- Contea di Bingham - nord-est
- Contea di Bannock - est
- Contea di Oneida - sud
- Contea di Cassia - sud-ovest
- Contea di Blaine - nord-ovest

## Storia
La contea fu istituita nel 1913 e fu chiamata così per l'impianto idroelettrico American Falls Power Plant.

## Geografia antropica

### Cities
- American Falls (capoluogo)
- Pocatello (parzialmente)
- Rockland

### Census-designated place
- Arbon Valley

### Aree non incorporate
- Arbon
- Neeley
- Pauline
- Roy